# Emanuel Punčochář
Emanuel Punčochář (* 25. Dezember 1902 in Brünn; † 5. Februar 1976 ebenda) war ein tschechischer Dirigent und Komponist.
Punčochář besuchte die Grund- und Realschule gemeinsam mit dem Schauspieler Hugo Hass. Er spielte seit dem neunten Lebensjahr Klavier und trat später als Stummfilm- und Caféhauspianist auf. Ab 1919 studierte er am Brünner Konservatorium Komposition bei Jaroslav Kvapil und Vilém Petrželka sowie Dirigieren bei František Neumann. 1923–24 unterrichtete er an der Schule von Václav Kaprál, danach wirkte er bis 1927 als Dirigent in Eger.
Weitere Stationen seiner Dirigentenlaufbahn waren Komotau und Freiwaldau, Troppau (1927–29), Ulm (1929–30), Außig (1930–33) und Teplitz und Reichenberg. Regelmäßig leitete er in den Sommermonaten das Kurorchester von Karlsbad. Von 1938 bis 1941 war er Leiter des Staatstheaters in Brünn, danach wirkte er als Dirigent in Bremen und Wien.
Nach dem Zweiten Weltkrieg 1945 übernahm er die Leitung der Staatsoper in Brünn, von 1948 bis 1965 war er zudem Chefdirigent des Nationaltheaters.